# Gösta Lindström (militär)
Gösta Lindström, född den 26 maj 1888 i Stockholm, död den 2 oktober 1956 i Göteborg, var en svensk sjömilitär.
Lindström blev sjökadett 1902. Han blev underlöjtnant i flottan 1908, löjtnant 1911 och kapten 1918. Lindström tjänstgjorde i undervattensbåtsförband samt på undervattensbåtsdepartementsfartyg och undervattensbåt 1914–1926, som navigationsofficer på pansarkryssaren Fylgia 1922–1923, som chef på statsisbrytare 1928–1929 samt som sekond på pansarskeppen Sverige och Gustaf V 1929–1930. Han befordrades till kommendörkapten av andra graden 1932, av första graden 1937 och till kommendör 1940. Lindström tjänstgjorde i marinstaben 1930–1936, var inspektör för undervattensbåtsvapnet 1936–1939, var stabschef hos chefen för Västkustens marindistrikt 1939–1942, var chef för Göteborgs örlogsdepå och dess stationssektion 1942–1943 samt tjänstgjorde i marinstaben och marinförvaltningen 1943–1946. Han anställdes i Svenska Orientlinien 1946. Lindström blev ordförande i Göteborgs Kungliga Segelsällskap samma år. Han invaldes som ledamot av Örlogsmannasällskapet 1926. Lindström blev riddare av Svärdsorden 1929 och av Vasaorden 1935. Han vilar på Galärvarvskyrkogården.